# Alexander Litschev
Alexander Litschev, in bulgaro Александър Личев?, noto anche come Aleksandar Ličev o Aleksandar Litschew (Pleven, 1946), è uno storico, filosofo e docente bulgaro. Lavora come docente universitario di antropologia filosofica e di storia della filosofia presso l'Università di Düsseldorf.

## Biografia
Nel 1967 Litschev iniziò i suoi studi di storia e filosofia presso l'Università di Sofia. Dopo la laurea nel 1973, ha lavorato per due anni come assistente di storia della filosofia presso la stessa università. Dal 1976 al 1990 si sposta presso l'Istituto di Filosofia per un altro contratto da assistente nell'insegnamento di storia della filosofia. Dal 1988 al 1990, ha insegnato storia della filosofia e antropologia filosofica presso l'Università di Sofia.
Dal 1991 è stato docente di Storia dell'Europa orientale presso l'Università di Düsseldorf. Nell'ambito del suo incarico di insegnamento, i suoi interessi di ricerca sono: la storia delle idee degli slavi del sud e la storia intellettuale russa. A Düsseldorf tiene corsi di storia del pensiero russo.
Come storico, Litschev ha anche lavorato sulle relazioni tedesco-bulgare nei secoli XIX e XX, con particolare focus sulle minoranze tedesche in Bulgaria. Numerose pubblicazioni di Alexander Litschev sono state tradotte anche in lingua bulgara.
Litschev vive e lavora a Düsseldorf, e con la moglie Anna, un sociologo, ha una figlia, la nota poetessa Angela Litschev.

## Pubblicazioni (selezione)

### Libri
Pubblicazioni (come autore)
- Die Philosophie auf der Suche nach dem Menschen (Das Menschenbild in der Geschichte der Philosophie), Sofia 1978.
- Die Philosophen (gemeinsam mit R. Radev u. I. Stefanov), Sofia 1998 (3 Aufl.)
- Rußland verstehen: Schlüssel zum russischen Wesen, Grupello-Verlag, Düsseldorf 2001, ISBN 3-933749-40-9[3]
- Die russische Zivilisation: Selbstverständnis, Identität und Mentalität, Merus Verlag, Hamburg 2006, ISBN 978-3-939519-22-5

Pubblicazioni (come un editor)
- Der Mensch, der die Welt veränderte: 165 Jahre seit der Geburt und 100 Jahre seit dem Tode von Karl Marx, (gemeinsam mit A. Stefanov). Sofia 1983.
- Abschied vom Marxismus: Sowjetische Philosophie im Umbruch, (gemeinsam mit D. Kegler). Rowohlt, Reinbek bei Hamburg. 1992.

## Altre opere (selezione)
- Das Menschenbild bei Dostojevskij. In: LIK, 5/1971
- Das Problem des Menschen bei Feuerbach. In: Feuerbach - Geschichte und Aktualität. Sofia 1972.
- Das Problem des Menschen bei Platon. In: Filosofska misal, 11/1975
- Hegel und die Dialektik des Werdens des Menschen in der Geschichte. In: Filosofska misal, 9/1976
- Kant und das Problem des Werdens des Menschen. In: Kant - 250 Jahre seit seiner Geburt. Sofia 1978.
- Copernican Revolution or Ptolemaic Counter-Revolution (Kants Cosmic Humanism). In: Darshana International, 4/1985
- Ist Kants Philosophie anthropologisch?. In: Filosofska misal, 9/1986.
- Die Französische Revolution und ihre deutsche Theorie. In: Filosofska misal, 11/1989
- Die Philosophie der Innerlichkeit. Zum Selbstverständnis der russischen Philosophie (Gemeinsam mit D. Kegler). In: der blaue reiter, Nr. 20/2005